# GP van Zuid-Afrika MX1 2006
De Grote Prijs van Zuid-Afrika 2006 in de MX1-klasse motorcross werd gehouden op 16 juli 2006 op het circuit van Sun City. Het was de tiende Grote Prijs van het wereldkampioenschap. 
Stefan Everts bleef ook in deze tiende GP ongeslagen en verlengde zijn zegereeks tot 17 opeenvolgende reekszeges en 8 opeenvolgende GP's waarin hij beide reeksen won. Achter hem waren de ereplaatsen in beide reeksen dezelfde: Joshua Coppins tweemaal tweede, Steve Ramon tweemaal derde en Tanel Leok tweemaal vierde.
In de tussenstand van het wereldkampioenschap vergrootte Everts zijn voorsprong op Kevin Strijbos tot 136 punten. Steve Ramon wipte over Tanel Leok naar de derde plaats.

## Uitslag eerste reeks
| Plaats | Naam           | Land |
| ------ | -------------- | ---- |
| 1      | Stefan Everts  | BEL  |
| 2      | Joshua Coppins | NZL  |
| 3      | Steve Ramon    | BEL  |
| 4      | Tanel Leok     | EST  |
| 5      | Ken De Dycker  | BEL  |
| 6      | Cédric Melotte | BEL  |
| 7      | Pascal Leuret  | FRA  |
| 8      | Manuel Priem   | BEL  |
| 9      | Kevin Strijbos | BEL  |
| 10     | Julien Bill    | SUI  |

## Uitslag tweede reeks
| Plaats | Naam              | Land |
| ------ | ----------------- | ---- |
| 1      | Stefan Everts     | BEL  |
| 2      | Joshua Coppins    | NZL  |
| 3      | Steve Ramon       | BEL  |
| 4      | Tanel Leok        | EST  |
| 5      | Kevin Strijbos    | BEL  |
| 6      | Jonathan Barragán | ESP  |
| 7      | Ken De Dycker     | BEL  |
| 8      | Pascal Leuret     | FRA  |
| 9      | Antti Pyrhönen    | FIN  |
| 10     | Julien Bill       | SUI  |

## Eindstand Grote Prijs
| Plaats | Naam              | Land | Punten |
| ------ | ----------------- | ---- | ------ |
| 1      | Stefan Everts     | BEL  | 50     |
| 2      | Joshua Coppins    | NZL  | 44     |
| 3      | Steve Ramon       | BEL  | 40     |
| 4      | Tanel Leok        | EST  | 36     |
| 5      | Ken De Dycker     | BEL  | 30     |
| 6      | Kevin Strijbos    | BEL  | 28     |
| 7      | Pascal Leuret     | FRA  | 27     |
| 8      | Jonathan Barragán | ESP  | 23     |
| 9      | Antti Pyrhönen    | FIN  | 22     |
| 10     | Julien Bill       | SUI  | 22     |
| 11     | Manuel Priem      | BEL  | 22     |

## Tussenstand wereldkampioenschap
| Plaats | Naam                  | Land | Punten |
| ------ | --------------------- | ---- | ------ |
| 1      | Stefan Everts         | BEL  | 492    |
| 2      | Kevin Strijbos        | BEL  | 356    |
| 3      | Steve Ramon           | BEL  | 334    |
| 4      | Tanel Leok            | EST  | 330    |
| 5      | Ken De Dycker         | BEL  | 322    |
| 6      | Jonathan Barragán     | ESP  | 235    |
| 7      | Pascal Leuret         | FRA  | 186    |
| 8      | Cédric Melotte        | BEL  | 172    |
| 9      | Francisco García Vico | ESP  | 172    |
| 10     | Manuel Priem          | BEL  | 168    |
| 11     | Julien Bill           | SUI  | 167    |
| 12     | James Noble           | GBR  | 138    |
| 13     | Brian Jørgensen       | DEN  | 131    |
| 14     | Antti Pyrhönen        | FIN  | 128    |
| 15     | Marvin Van Daele      | BEL  | 127    |
| 16     | Joshua Coppins        | NZL  | 116    |
| 17     | Gordon Crockard       | IRL  | 102    |
| 18     | Sébastien Tortelli    | FRA  | 99     |
| 19     | Danny Theybers        | BEL  | 84     |
| 20     | Wyatt Avis            | RSA  | 63     |